# 채핀자유꼬리박쥐
채핀자유꼬리박쥐(Chaerephon chapini)는 큰귀박쥐과에 속하는 박쥐의 일종이다. 중앙아프리카와 남아프리카에서 발견된다.

## 특징
채핀자유꼬리박쥐는 비교적 작은 박쥐로 꼬리 길이 3cm를 포함하여 몸길이가 8~12cm이다. 몸무게는 약 10g이다. 몸은 연한 시나몬-갈색 또는 회색 털로 덮여 있으며, 배 중간 쪽으로 갈수록 흰색으로 변한다. 날개는 흰색 또는 연한 갈색이다.